# Стешино
Стешино — деревня в Смоленской области России, в Холм-Жирковском районе. Расположена в северной части области в 10 км к юго-востоку от Холм-Жирковского, в 6 км южнее автодороги Холм-Жирковский — Вязьма, на левом берегу Днепра.
Население — 249 жителей (2007 год). Административный центр Стешинского сельского поселения.

## Экономика
Дом культуры, библиотека, средняя школа.